# Dirck Hals

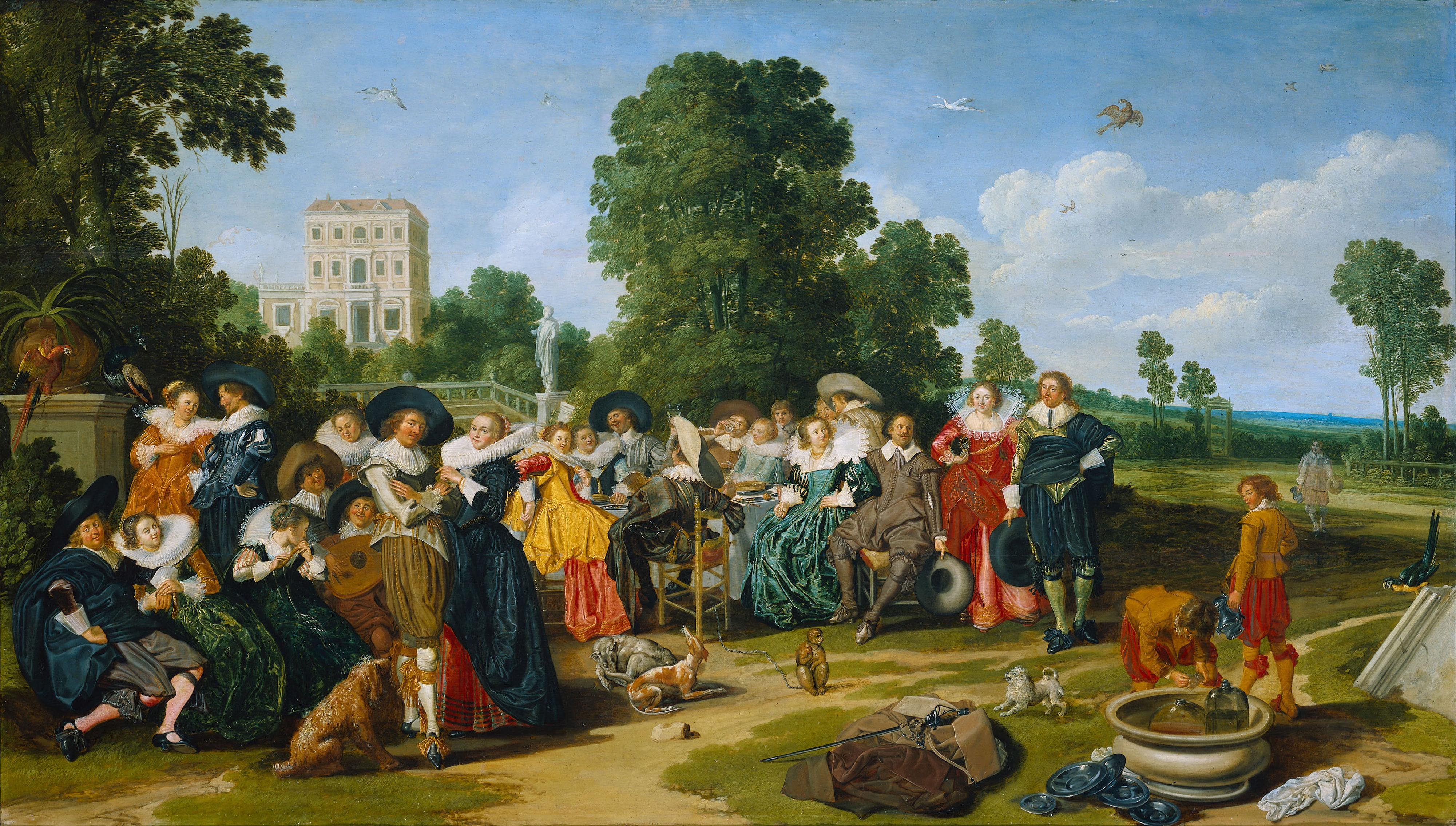
Wiejskie święto, 1627, Rijksmuseum

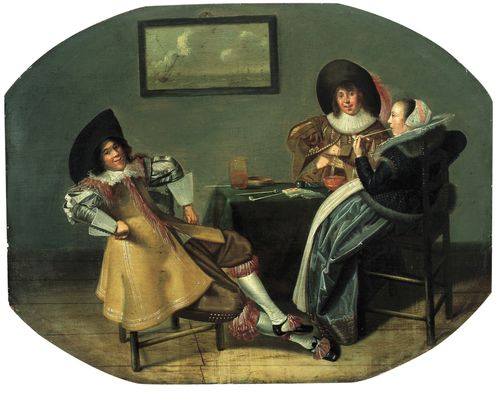
Towarzystwo przy kartach, XVII w., Muzeum Narodowe we Wrocławiu

Dirck Hals (ochrz. 19 marca 1591 w Haarlemie, poch. 17 maja 1656 tamże) – holenderski malarz, brat Fransa.

## Życiorys
Był uczniem swojego starszego brata, Fransa Halsa. Działał w Haarlemie oraz przez 4 lata w Lejdzie (1641–1642, 1648–1649). Od 1627 był członkiem gildii św. Łukasza w Haarlemie, a w latach 1618–1624 i 1640 należał do tamtejszych rederijkerów. W latach 1627–1634 współpracował z malarzem architektonicznym Dirckiem van Delenem, malując postaci, a także z Abrahamem Bloemaertem.

## Twórczość
Wpływ na malarstwo Dircka Halsa miała twórczość Willema Buytewecha i Willema Duystera. Hals jest też uważany za naśladowcę Louisa Bernarda Coclersa i Palamedesa Palamedeszoona (starszego).
Malował portrety i sceny rodzajowe z licznymi elementami symbolicznymi. Postaci były usytuowane we wnętrzach i na wolnym powietrzu. Tematem była radosna strona życia, flirt, uczty, muzyka i tańce, wesołe towarzystwo. Początkowo artysta stosował żywe barwy, które po 1630 zaczął tonować; zredukował też liczbę postaci przedstawianych na obrazach do jednej lub dwóch (np. Kobieta drąca list).
Znane są ryciny według malarstwa Dircka Halsa, które wykonywali Cornelis van Kittensteyn, Salomon Savery i Gillis van Scheyndel.